# Михаил Христов (футболист)
Вижте пояснителната страница за други личности с името Михаил Христов.
Михаил Димитров Христов е български футболист, полузащитник.

## Биография
Роден е на 16 март 1970 г. във Варна. Играл е за Спартак (Варна), Корабостроител, Черно море, Спартак (Плевен), Академик (София), Доростол, Добруджа и Нефтохимик. В А група има 104 мача и 15 гола. Има 8 мача и 1 гол в турнира Интертото за Спартак (Вн), участва в победата срещу Мюнхен 1860 (Германия) с 2:1 във Варна.

## Статистика по сезони
- Спартак (Вн) – 1990/91 – Б група, 7 мача/1 гол
- Спартак (Вн) – 1991/92 – Б група, 18/3
- Спартак (Вн) – 1992/93 – А група, 23/4
- Спартак (Вн) – 1993/ес. - А група, 14/2
- Корабостроител – 1994/пр. - Б група, 12/6
- Корабостроител – 1994/95 – Б група, 29/9
- Спартак (Вн) – 1995/96 – А група, 28/3
- Черно море – 1996/97 – Б група, 31/3
- Спартак (Пл) – 1997/98 – А група, 26/3
- Спартак (Пл) – 1999/пр. - Б група, 8/0
- Академик (Сф) – 1999/ес. - В група, 14/2
- Доростол – 2000/пр. - В група, 16/4
- Доростол – 2000/ес. - Б група, 5/0
- Добруджа – 2000/ес. - Б група, 7/0
- Спартак (Вн) – 2001/пр. - А група, 10/2
- Нефтохимик – 2001/02 – А група, 3/1